# Данкан Фолс (Охајо)
Данкан Фолс (енгл. Duncan Falls) насељено је место без административног статуса у америчкој савезној држави Охајо.

## Демографија
По попису из 2010. године број становника је 880.
| Група             | 2000.    | 2010.       |
| Белци             | 0 (0,0%) | 868 (98,6%) |
| Афроамериканци    | 0 (0,0%) | 4 (0,5%)    |
| Азијати           | 0 (0,0%) | 1 (0,1%)    |
| Хиспаноамериканци | 0 (0,0%) | 1 (0,1%)    |
| Укупно            | 0        | 880         |